# Anoectochilus xingrenensis
Anoectochilus xingrenensis är en orkidéart som beskrevs av Zhan Huo Tsi och Xiao Hua Jin. Anoectochilus xingrenensis ingår i släktet Anoectochilus och familjen orkidéer. Inga underarter finns listade i Catalogue of Life.